# Tamaguelos
Tamaguelos (llamada oficialmente Santa María de Tamaguelos) es una parroquia y un lugar del municipio español de Verín, en la provincia de Orense, Galicia.

## Geografía
Se encuentra en el suroeste de los límites del ayuntamiento y limita al norte con la parroquia de Mourazos, al sur con el municipio de Oímbra, al este con la parroquia de Mandín y al oeste con Rabal y con Portugal.
El terreno afecta a la morfología del territorio y el modelo de asentamiento de la población. La depresión del río Támega es el elemento físico que más influye en la ubicación y el tipo de núcleos de población, la ubicación de los cultivos y carreteras. La red hidrográfica se caracteriza por el curso del Támega y una red de arroyos, afluentes del Támega, que tienen sus nacimientos en las montañas al este de la parroquia y que drenan esa zona de la parroquia.
En el modelo de asentamiento urbano del núcleo rural primitivo se encuentra en las llanuras de la depresión Támega sobre el curso y cerca de la línea de la carretera N-532. Su tipología se refiere a edificaciones concentradas de tipo tradicional construidas con materias del entorno, con pocos espacios entre ellas, de disposición irregular y sinuosa, por las que pasan estrechos viales. En el trazado de la carretera, eje principal de la parroquia, se ubica una poblamiento lineal, que corresponde a viviendas construidas en las últimas décadas.

## Organización territorial
La parroquia está formada por una entidad de población:
- Tamaguelos

## Demografía
Gráfica demográfica de la villa y parroquia de Tamaguelos según el INE español:
| Gráfica de evolución demográfica de Tamaguelos entre 2000 y 2024 |
|                                                                  |
| Datos según el nomenclátor publicado por el INE.                 |

## Economía
Se destaca la viticultura en las tierras agrícolas en la zona que rodea el núcleo y las orillas del Támega.